# 日藏伸臂橋
日藏伸臂橋位於四川省涼山州木里縣，文物年代判定為民國。2012年7月16日公佈為四川省文物保護單位。日藏伸臂橋位於四川省涼山彝族自治州木里藏族自治縣麥日鄉目龍村臼藏組，架設于水洛河（又名“無量河”）之上。建于民國初期的日藏伸臂橋，橋長26.8米，兩頭寬5.4米，中間窄，最窄處只有1米寬。橋身南北的橋墩，架設在兩岸距河面3米多高的岩石上，是由兩個倒三角形的“木驟子”組成橋墩，相互支撐著延伸出的橋面。該橋底座從側面看呈倒三角形，立面呈梯形，底邊對角直徑約為3米×6米，僅橋墩外觀就有40層6簷，暗中夾層數級，全用20多公分至40公分的松樹園木及塊石相互搭配，層層疊疊築壘至梁臂、斗拱錯落有致，雄渾古樸，非常壯觀，在清山綠水中恰似一彎浮在河面的“彩虹”之橋，是藏區橋樑建築的代表。2006年，日藏伸臂橋被木裡縣人民政府公佈為縣級文物保護單位。